# Charles-Michel de l'Épée
Charles-Michel de l'Épée (phát âm theo tiếng Pháp: [ʃaʁlmiʃɛl dəlepe], sinh ngày 24/11/1712 ở Versailles - mất ngày 23/12/1789 tại Paris) nổi tiếng vì đã cống hiến cả đời mình để phát triển bảng chữ cái đầu tiên trên thế giới cho người khiếm thính, đồng thời ông cũng đã tạo ra một hệ thống phương pháp giảng dạy cho người khiếm thính và là một thầy giáo dạy học tình nguyện. Bảng chữ cái của ông vốn là ngôn ngữ ký hiệu của Pháp, đã được chuyển đổi thành ngôn ngữ ký hiệu của Anh, Mỹ. Ông còn là người sáng lập trường công lập đầu tiên dành cho người khiếm thính ở Pháp.

## Tiểu sử
Charles sinh ra trong một gia đình khá giả ở Versailles. Cha là một kiến trúc sư có tham gia xây dựng một thành phố mới của vua Pháp đương thời là Louis XIV.
Khi còn nhỏ, Charles nghiên cứu thần học, nhưng đương thời, người Công giáo Pháp đấu tranh với phong trào cải cách Jansenism, nên Tổng Giám mục Paris từ chối phong chức cho ông. Sau đó, ông chuyển sang học luật rồi sống ở Paris.
Khoảng những năm đầu của thập kỉ 1760, ông kết bạn với một giáo sĩ là cha Vanin, qua đó ông biết hai cô gái sinh đôi đều bị điếc bẩm sinh, mà Vanin đã dạy kèm họ. Sau khi Vanin mất, ông đảm nhận dạy thay. Thời đó, người khiếm thính rất ít có được cơ hội học tập, bởi vì định kiến hànng ngàn năm cho rằng người điếc là vô dụng (Aristotle, năm 355 TCN), thậm chí phải chịu nhiều sắc lệnh như cấm kết hôn, cấm sở hữu tài sản. Chỉ có trẻ em khiếm thính gia đình thượng lưu, giàu có mới được học đọc và viết.
Ông đã không theo định kiến đó, mà đã dạy cho cặp sinh đôi này sử dụng một dạng tín hiệu bằng tay thay cho âm của mỗi chữ cái và nhanh chóng đạt được thành công.

## Sự nghiệp
Sau thành công trên, Charles quyết định chuyển sang nghề dạy học cho người khiếm thính, đồng thời phát triển ngôn ngữ riêng cho họ.
Ông không hy vọng làm giàu cho mình bằng cách dạy học cho trẻ khiếm thính nhà thượng lưu, giàu có, mà lại chú trọng dạy cho trẻ em thuộc tất cả các tầng lớp xã hội. Dần dần, ông tiếp nhận ngày càng nhiều học sinh hơn. Năm 1755, ông thành lập trường học riêng cho người khiếm thính ở Paris, và hoàn toàn tài trợ cho trường này. Trong quá trình giảng dạy, ông đã phải khắc phục rất nhiều khó khăn, nhất là "phiên dịch" các âm và từ bằng tiếp Pháp thành kí hiệu.
Hệ thống "ngôn ngữ" của ông đã phát triển thành Ngôn ngữ ký hiệu của Pháp. Ngay sau đó, ngôn ngữ và phương pháp của Charles Epee lan rộng khắp nước Pháp. Đức Giám mục Bordeaux đã nhờ ông dạy một cậu bé ở Bordeaux và sau này rất thành đạt.
Nhiều người khác đã theo gương ông, chẳng hạn như Abbe Roch-Ambroise Sicard đã thành lập trường khiếm thính thứ hai ở Bordeaux vào khoảng năm 1786. Còn nhiều người khác đã đến Paris để học tập phương pháp của Epee rồi truyền bá khắp châu Âu.

## Vinh danh
Ngoài Đức Giám mục Bordeaux, Giáo chủ La Mã đương thời là Thánh Giuse II đã đến thăm trường ông. Vua Louis XVI đã ủng hộ cả về tài chính. Một phái đoàn Quốc hội của Pháp đã đến thăm ông.
Sau khi ông qua đời ở Paris (ngày 23 tháng 12 năm 1789) trường của ông chính thức được chính phủ Pháp tiếp quản vào năm 1791 với tên gọi Institution Nationale des Sourds-Muets à Paris (Học viện quốc gia người khiếm thính Pari) và quyết định tên tuổi của Charles-Michel de l'Épée được ghi vào danh sách sáng lập trường và là "người hảo tâm của nhân loại".
Ông được an táng ở nhà thờ Saint-Roch ở Paris, và một tượng đài bằng đồng được dựng lên ở khu mộ của ông vào năm 1838.

## Giai thoại về Épée
Ngay cả bây giờ, Épée thường được mô tả là người đã phát minh ra ngôn ngữ ký hiệu hoặc là người đã "dạy những người điếc về ngôn ngữ kí hiệu". Thực chất, ông ta được dạy bởi người điếc. De l'Épée phân loại và ghi lại ngôn ngữ người Pháp để chúng có thể được dạy cho những người khác, từ đó được sử dụng nhiều trong giáo dục, đặc biệt là về đức tin Kitô giáo.